# لي تشيان (ملاكمة)
لي تشيان (بالصينية: 李倩):؛ بينيين: LƐ Qiàn؛ من مواليد 6 يونيو 1990) هي ملاكمة صينية. فازت بالميدالية البرونزية في فئة الوزن المتوسط للسيدات في الألعاب الأولمبية الصيفية 2016 وميدالية فضية في نفس الحدث في الألعاب الأولمبية الصيفية 2020.

## الملاكمة
ولدت لي في خنان. انتقلت هي ووالداها إلى أوردوس، منغوليا الداخلية في عام 2001. لعبت كرة السلة أثناء دراستها في كلية منغوليا الداخلية المهنية للتربية البدنية. لفت طولها وطول ذراعيها انتباه مدرب فريق الملاكمة الصيني ها داباتر الذي أوصاها بالانضمام إلى فريق الملاكمة المنغولي الداخلي في عام 2007.
فازت بالميدالية الفضية في فئة ملاكمة الوزن المتوسط للسيدات في دورة الألعاب الآسيوية 2014 في إنتشون وفازت بالفضية بطولة العالم للملاكمة للسيدات 2014. وفازت بالميدالية الفضية في بطولة آسيا للملاكمة للسيدات 2015. درست في جامعة المحيط الصينية.
فازت بالميدالية البرونزية في فئة الوزن المتوسط للسيدات في دورة الألعاب الأولمبية الصيفية 2016 في ريو دي جانيرو بعد خسراتها  1:2 أمام اللاعبة الهولندية نوشكا فونتين. فازت بالميدالية الفضية في ملاكمة الوزن المتوسط في الألعاب الأولمبية الصيفية 2020 بعد خسرراتها أمام لورين برايس في النهائي.

## روابط خارجية
- لي تشيان على موقع أوليمبيديا (الإنجليزية)
- لي تشيان على موقع اللجنة الأولمبية الصينية (الإنجليزية)